# 世界終末時計

世界終末時計。2025年現在は「89秒前」となっている。

世界終末時計（せかいしゅうまつとけい、英語: Doomsday Clock）は、核戦争などによる人類の絶滅（ドゥームズデイ）を「午前0時」になぞらえ、それまでの残り時間を「あと何分（秒）」という形で象徴的に示す、アメリカ合衆国（米国）の雑誌『原子力科学者会報』(Bulletin  of the Atomic Scientists) の表紙絵として使われている時計である。実際の動く時計ではなく、一般的に時計の45分から正時までの部分を切り出した絵で表される。「人類の滅亡」は、日本のメディアでは「世界（地球）の終末」と表記されることもある。時計の絵も、「運命の日」の時計あるい終末時計とも呼ばれる。
1947年に7分前で始まり、2025年時点で最も短くなったのは同年の1分29秒（89秒）前、最も長かったのは1991年の17分前である。

## 概要

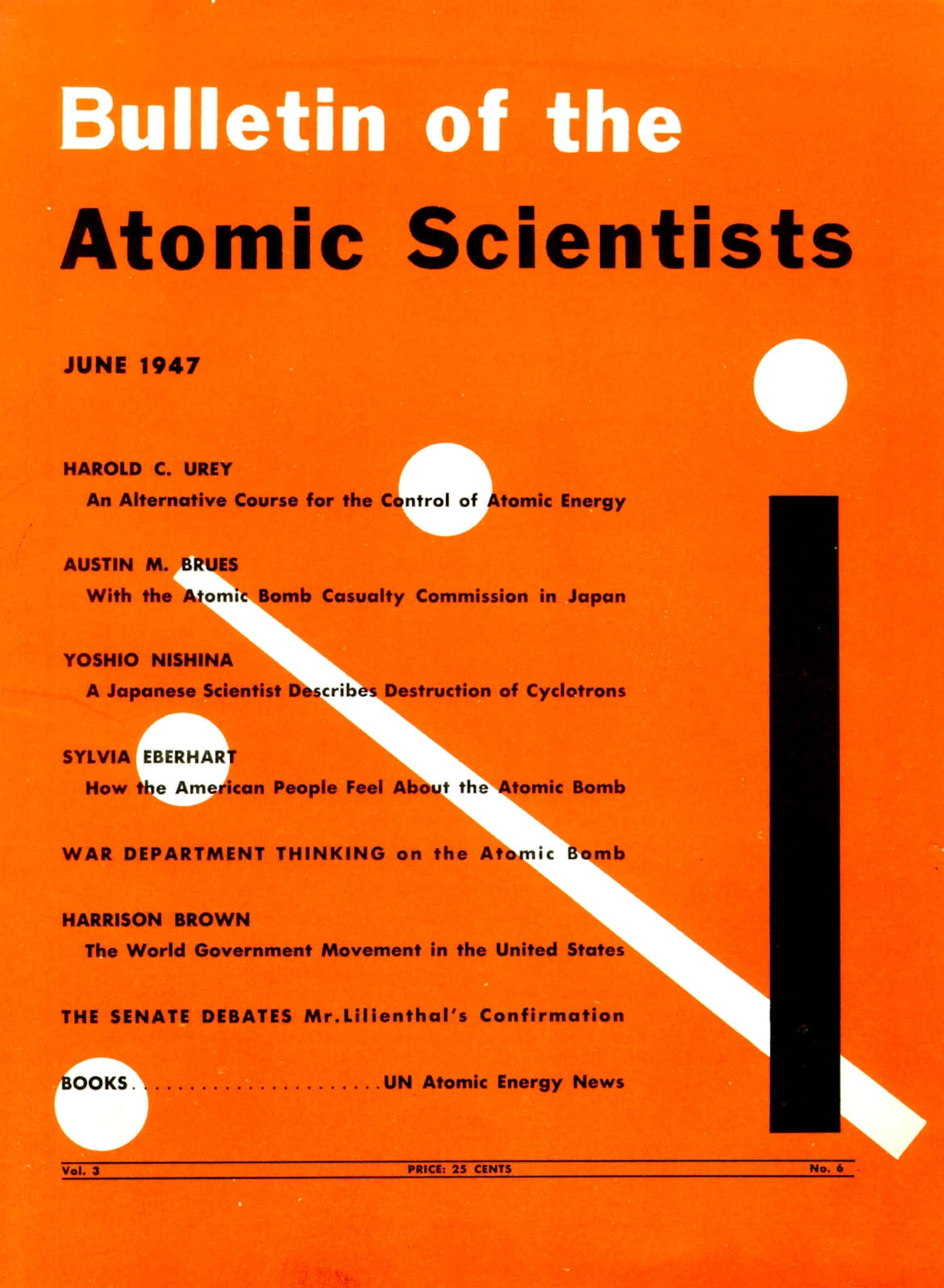
『原子力科学者会報』の表紙（1947年）

アメリカ合衆国は第二次世界大戦中のマンハッタン計画により原子爆弾（原爆）開発に成功し、日本への原子爆弾投下は人類史上初の核攻撃となった。原爆開発に参加したことを通じて、核エネルギーをもつ戦後世界においては科学者が積極的な社会的責任を負わなければばならなくなったことを認識したシカゴ大学などの科学者らは、戦後「シカゴ原子力科学者」と呼ばれる会を組織し、その会報『原子力科学者会報』において核エネルギー管理や軍拡競争の阻止、平和の維持の方法などについて議論した。
その共同主任編集者であった物理学者ハイマン・ゴールドスミス (Hyman Goldsmith) は1947年、会報の表紙絵を芸術家マーティル・ラングズドーフ (Martyl Langsdorf) へと依頼した。物理学者の夫を持つラングズドーフは、一触即発のバランスの上に立った米国とソビエト連邦（ソ連）の冷戦時代を迎えて、核戦争という文明の危機と向かい合ったこれら科学者の切迫した危機感をわかりやすく人々へと伝える必要性を認識し、アナログ時計の針として科学者からの見解を視覚的に訴えるアイデアを考案した。開始時に時計が7分前に設定されたのは、ラングズドーフにとって「見た目がよさそうだった」からという理由に過ぎなかった。こうして「世界終末時計」が『原子力科学者会報』の表紙絵として誕生した。
以後、同誌は、専門家などの助言をもとに、同誌の科学・安全保障委員会での議論を経てその「時刻」の修正を毎年一度行っている。すなわち、人類滅亡の危険性が高まれば分針は進められ、逆に危険性が下がれば分針が戻される。1989年10月号からは、核兵器からの脅威のみならず、気候変動による環境破壊や生命科学の負の側面による脅威なども考慮して、針の動きが決定されている。
時計の時刻が意味するものについて、同誌は、時計は未来を予測するものではなく、医師が検査結果だけでなく問診などを通じて総合的に診断するときのように、指導者や市民が社会状況の治療を行わない場合に起こる危険性を要約するものだとしている。また、ケンブリッジ大学人類存亡リスク研究センター (en:Centre for the Study of Existential Risk, CSER) のS・J・ビアード (S.J. Beard) は、終末時計の目的が「人類が直面しているリスクがどれほど大きいかを伝えることではなく、そのリスクに私たちがどれだけうまく対応しているかを伝えること」にあるとする。さらに、キューバ危機のような個別の事象ではなく、為政者が利用できる武器の存在とその使用を制限する制度・枠組みという「本質的に体系的」なものが破滅的な危機の回避にとっては重要であり、それが終末時計が測定しようとしているものだと説明する。2010年代、時計が急速に針を進めた要因について、ビアードは、一つには気候変動のような新たな種類の脅威の出現とそれへの各国政府の対策の不十分さ、もう一つにはそうして複合的になったリスクの管理の課題が深刻さを増していることを挙げている。
これまで分針が最も進んだのは、核兵器の拡散や中東情勢、気候変動などが考慮された、2025年の89秒前、分針が最も戻ったのはソビエト連邦の崩壊により冷戦が終結した1991年の17分前である。
終末時計はいわば仮想的なものであり、『原子力科学者会報』の新年号の表紙などに絵として掲載されているが、シカゴ大学にはオブジェが存在する。

## 推移
| 年     | 終末時計  | 変化     | 詳細 |
| ------ | --------- | -------- | --- |
| 1947年 | 7分前     |          | 創設。 |
| 1949年 | 3分前     | 4分進む  | - ソ連による原子爆弾開発計画が米国に追いつき、初の核実験に成功。 - 核軍拡競争の始まり。 |
| 1953年 | 2分前     | 1分進む  | 初の水爆実験に米国が1952年（アイビー作戦）、ソ連が翌年（RDS-6）に成功。 |
| 1960年 | 7分前     | 5分戻る  | - パグウォッシュ会議の開催。 |
| 1963年 | 12分前    | 5分戻る  | 米ソが部分的核実験禁止条約に調印。 |
| 1968年 | 7分前     | 5分進む  | - 1964年までに英国、フランス、中華人民共和国も核実験に成功。 - ベトナム戦争が激化。第三次中東戦争、第二次印パ戦争が発生。 |
| 1969年 | 10分前    | 3分戻る  | アメリカ合衆国上院が核拡散防止条約を批准。 |
| 1972年 | 12分前    | 2分戻る  | 米ソの第一次戦略兵器制限交渉（SALT I）と弾道弾迎撃ミサイル制限条約（ABM条約）締結。 |
| 1974年 | 9分前     | 3分進む  | - SALT Iに続く米ソの軍縮交渉難航、両国による多弾頭核ミサイル（MIRV）配備。 - 最初のインドの核実験 (1974年)。 |
| 1980年 | 7分前     | 2分進む  | - 米ソの軍縮交渉停滞と地域紛争多発。 - テロリストの脅威増大。 - 南北問題。イラン・イラク戦争。 |
| 1981年 | 4分前     | 3分進む  | - 軍拡競争の時代へ。 - ソ連のアフガニスタン侵攻、ポーランド民主化運動弾圧、南アフリカ共和国におけるアパルトヘイトが問題に。 |
| 1984年 | 3分前     | 1分進む  | 米ソ間の軍拡競争が激化。 |
| 1988年 | 6分前     | 3分戻る  | 米ソが中距離核戦力全廃条約を締結。 |
| 1990年 | 10分前    | 4分戻る  | - 東欧の民主化。 - ベルリンの壁の崩壊。 - ドイツ再統一 - 冷戦の終結。 - 湾岸戦争。 |
| 1991年 | 17分前    | 7分戻る  | - ソビエト連邦の崩壊。 - ユーゴスラビア連邦解体。 |
| 1995年 | 14分前    | 3分進む  | ソ連崩壊後もロシアに残る核兵器の不安。 |
| 1998年 | 9分前     | 5分進む  | インドの核実験 (1998年)とパキスタンの核実験 (1998年)。 |
| 2002年 | 7分前     | 2分進む  | - 前年にアメリカ同時多発テロが発生。 - アメリカがABM条約からの脱退を宣言。 - テロリストによる大量破壊兵器使用の懸念が高まる。 |
| 2007年 | 5分前     | 2分進む  | - 北朝鮮の核実験 (2006年)。 - イランの核開発問題。 - 地球温暖化の更なる進行。 |
| 2010年 | 6分前     | 1分戻る  | バラク・オバマ米国大統領による核廃絶運動。 |
| 2012年 | 5分前     | 1分進む  | - 核兵器拡散の危険性の増大。 - 福島第一原子力発電所事故を背景とした原子力の安全性への懸念。 |
| 2015年 | 3分前     | 2分進む  | 気候変動や核軍備競争のため。 |
| 2017年 | 2分30秒前 | 30秒進む | ドナルド・トランプ米国大統領が核廃絶や気候変動対策に対して消極的な発言。 初となる秒単位での時計の推移。 |
| 2018年 | 2分前     | 30秒進む | 北朝鮮の核開発に伴う核戦争への懸念。 |
| 2020年 | 1分40秒前 | 20秒進む | 中距離核戦力全廃条約失効による核軍縮への不信感 米国とイラン、北朝鮮の対立 宇宙・サイバー空間上などにおける軍拡競争の激化 気候変動に対する各国の関心の低さ |
| 2023年 | 1分30秒前 | 10秒進む | - 2022年、ロシアのウクライナ侵攻における核戦争のリスク増加。また、ロシアのチェルノブイリ及びザポリージャ原子力発電所付近における紛争により、放射性物質の広範な汚染のリスク増加。 - 2026年2月、ロシアと米国の間における新戦略兵器削減条約の失効。 - 北朝鮮による弾道ミサイル実験。 - 気候変動や新型コロナウイルス感染症（COVID-19）の蔓延と、それらのリスク軽減の為の国際的な規範や機関の崩壊。 |
| 2025年 | 1分29秒前 | 1秒進む  | 核兵器の拡散や中東情勢、気候変動など。 |

## 批判
2016年、人類の未来研究所のアンダース・サンドバーグは、終末時計が示す「脅威の寄せ集め」（grab bag of threats）は人々の感覚を麻痺させる可能性があると批判した。人々は、より小さく段階的な課題に個別に取り組むことが重要とする立場もある。例えば、核兵器の偶発的な爆発を防ぐための措置を講じることは、核戦争を回避するための小さいながらも重要な一歩となる。アレックス・バラシュ（Alex Barasch）は、『スレート』誌において、終末時計をどのように動かしているかについて説明も定量化もしていないと『原子力科学者会報』を批判し、「人類を永久かつ全面的な警戒状態に置くことは、政策や科学に関して役に立たない」と述べた。
認知心理学者のスティーブン・ピンカーは、創設者が目的として述べた「人々を恐怖を以て理性的にさせて文明を維持すること」（to preserve civilization by scaring men into rationality）という言葉を引いて、終末時計を「政治的見世物」（political stunt）であると厳しく批判した。ピンカーは、終末時計は一貫性がなく、客観的な基準に基づいていないと述べ、例としてキューバ危機のあった1962年のほうが、「遥かに穏やかな2007年」よりも真夜中から遠いと判断された点を指摘した。ピンカーは、これが人類が歴史的悲観主義に傾倒した事例の一つであるとして、現実とならなかった他の破滅的な予測と比較した。
保守系メディアは、しばしば『原子力科学者会報』と終末時計を批判してきた。2010年、キース・ペイン（Keith Payne）は『ナショナル・レビュー』誌において、終末時計が「核実験および正式な軍備管理の分野における進展」の影響を過大評価していると指摘した。2018年、トリスティン・ホッパー（Tristin Hopper）は『ナショナル・ポスト』紙において、「気候変動について憂慮すべきことは多い」と認めつつ、気候変動は核による徹底的な破壊と同等とは言えないとした。さらに、『原子力科学者会報』が、特定の政治的アジェンダを推進していると批難する批評家もいる。

## 大衆文化への登場
- オーストラリアのロックバンド「ミッドナイト・オイル」には、『Minutes to Midnight』という曲がある。
- 英国のヘヴィ・メタルバンド「アイアン・メイデン」には、『2 Minutes to Midnight』という曲がある。
- 日本のテクノポップユニット「CUTEMEN」には、『終末時計』という曲がある。
- スティングの曲『Russians』のミュージック・ビデオには、冒頭を含め何度も終末時計が登場する。
- 米国のロックバンド「リンキン・パーク」による、2007年のサードアルバムのタイトルが『ミニッツ・トゥ・ミッドナイト』。
- DCコミックス出版のアメリカン・コミック『ウォッチメン』には、終末時計を思わせる時計の文字盤が何度も登場する。
- テレビドラマ『ドクター・フー』の2017年のエピソード「滅亡を呼ぶピラミッド」。
- 『マダム・セクレタリー』シーズン2の第18話
- 日本のヴィジュアル系ロックバンドAcid Black Cherryには、『doomsday clock』という曲がある。
- アメリカのオルタナティヴ・ロックバンド「スマッシング・パンプキンズ」には、「Doomsday Clock」という曲がある。